# Валле-ді-Маддалоні
Валле-ді-Маддалоні (італ. Valle di Maddaloni) — муніципалітет в Італії, у регіоні Кампанія,  провінція Казерта.
Валле-ді-Маддалоні розташоване на відстані близько 185 км на південний схід від Рима, 32 км на північний схід від Неаполя, 8 км на схід від Казерти.
Населення — 2753 особи (2014).

## Демографія
Населення за роками:

Станом на 1 січня 2023 року в муніципалітеті офіційно проживав 51 іноземець з 18 країн, серед них 15 громадян країн Євросоюзу та 12 громадян України.

## Сусідні муніципалітети
- Казерта
- Червіно
- Дураццано
- Маддалоні
- Сант'Агата-де'-Готі